# Alexandr Nikolajevič Afinogenov
Alexandr Nikolajevič Afinogenov (4. dubna 1904, Skopin, Rjazaňská gubernie, Ruské impérium – 29. října 1941, Moskva, Sovětský svaz) byl ruský respektive sovětský novinář, spisovatel a významný dramatik.
Pocházel z rodiny železničního úředníka a zapáleného komunisty, který byl také spisovatelem, tvořil pod pseudonymem N. Stěpnoj. V roce 1924 vystudoval v Moskvě žurnalistiku. Na počátku 30. let působil v předsednictvu Svazu sovětských spisovatelů, koncem 30. let ale upadl v politickou nemilost a stal se terčem ostré kritiky, byl vyloučen jak ze Svazu sovětských spisovatelů tak Komunistické strany Sovětského svazu, nicméně v roce 1938 byl opět rehabilitován.
Během druhé světové války pracoval v Sovětské informační kanceláři, zahynul během Velké vlastenecké války tragicky během německého bombardování Moskvy dne 29. října 1941.
Napsal celkem 26 divadelních her. Mezi jeho přátele patřil Boris Pasternak.
Mezi jeho nejznámější a často hrané divadelní hry patří drama Mášenka z roku 1940.